# Яренга
Я́ренга или Я́реньга — река в Республике Коми и Архангельской области, правый приток Вычегды. Протяжённость реки 281 км, из них по Республике Коми — 80 км, по Архангельской области — 201 км. Площадь водосборного бассейна — 5140 км². Средний расход воды — 48,8 м³/с (в 23 км от устья).

## География
Исток находится в Усть-Вымском районе Республики Коми, в 5 км к юго-востоку от станции Вежайка. Высота истока — 180 м над уровнем моря. Течёт к северу и западу, затем к югу и к юго-востоку. Впадает в Вычегду двумя рукавами — Старой и Новой Яренгой. Устье находится в 5 км ниже по течению Вычегды от села Яренск (Ленский район Архангельской области). Высота устья над уровнем моря 60 м. Падение реки составляет 120 м, средний уклон русла 0,43 м/км.
На территории Архангельской области реку пересекает участок железной дороги Вежайка — Еринь — Вожская тупиковой ветки Микунь—Кослан Сосногорского отделения Северной железной дороги.

## Гидрология
Питание реки смешанное, с преобладанием снегового. Река освобождается от льда в конце апреля — начале мая (иногда возникают ледовые заторы), замерзает в середине октября. С середины апреля по июнь наблюдается половодье. В верховьях реки большое количество порогов, течение быстрое, по берегам растёт сосновый и лиственничный лес.
В реку на нерест заходят сёмга и сиг. Также водится щука, окунь, хариус, плотва, налим, ёрш, елец, язь, лещ, голавль, пескарь, уклейка.

### Притоки

Бассейн Северной Двины

Левые притоки:
- Малая Яренга
- Ефимов ручей
- Сазондъёль
- Вежай
- Кус
- Гимн
- Урбаш
- Сярьево
- Крюковка
- Интом

Правые притоки:
- Войвож
- Кивож
- Чедьев ручей
- Кидбьёль
- Суроёль
- Уктым
- Мадмас
- Очея
- Червенка
- Кижмола

## Палеонтология
В бассейне реки на территории Яренского района Архангельской области найдены окаменелости темноспондильных амфибий, обитавших в раннем триасовом периоде. Образцы Parotosuchus komiensis, Yarengia perplexa, Batrachosuchoides ochevi и Melanopelta antiqua обнаружены в гамском горизонте верхнеоленёкского подъяруса.

## Инфраструктура и населённые пункты
До начала XX века река служила для сообщения между Вычегдой и Мезенью — в верховьях Яренги существовал волок на Вашку, левый приток Мезени.
От реки получило название находящееся в нескольких километрах от её устья село (до 1923 — город) Яренск, а также деревня Запань Яреньга и упразднённый посёлок ж/д станции Яренга (Еринь).

### Населённые пункты
Река протекает через следующие населённые пункты (пронумерованы от истока к устью):
1. Яренга (Еринь)
2. Пантый
3. Усть-Очея
4. Савкино
5. Тохта
6. Лысимо
7. Богослово
8. Паладино
9. Верхний Базлук
10. Запань Яреньга

## Данные водного реестра
По данным государственного водного реестра России, Яренга относится к Двинско-Печорскому бассейновому округу, водохозяйственный участок реки — Вычегда от города Сыктывкар и до устья, речной подбассейн реки — Вычегда. Речной бассейн реки — Северная Двина.
Код объекта в государственном водном реестре — 03020200212103000023153.